# Metzgerei Boggnsagg

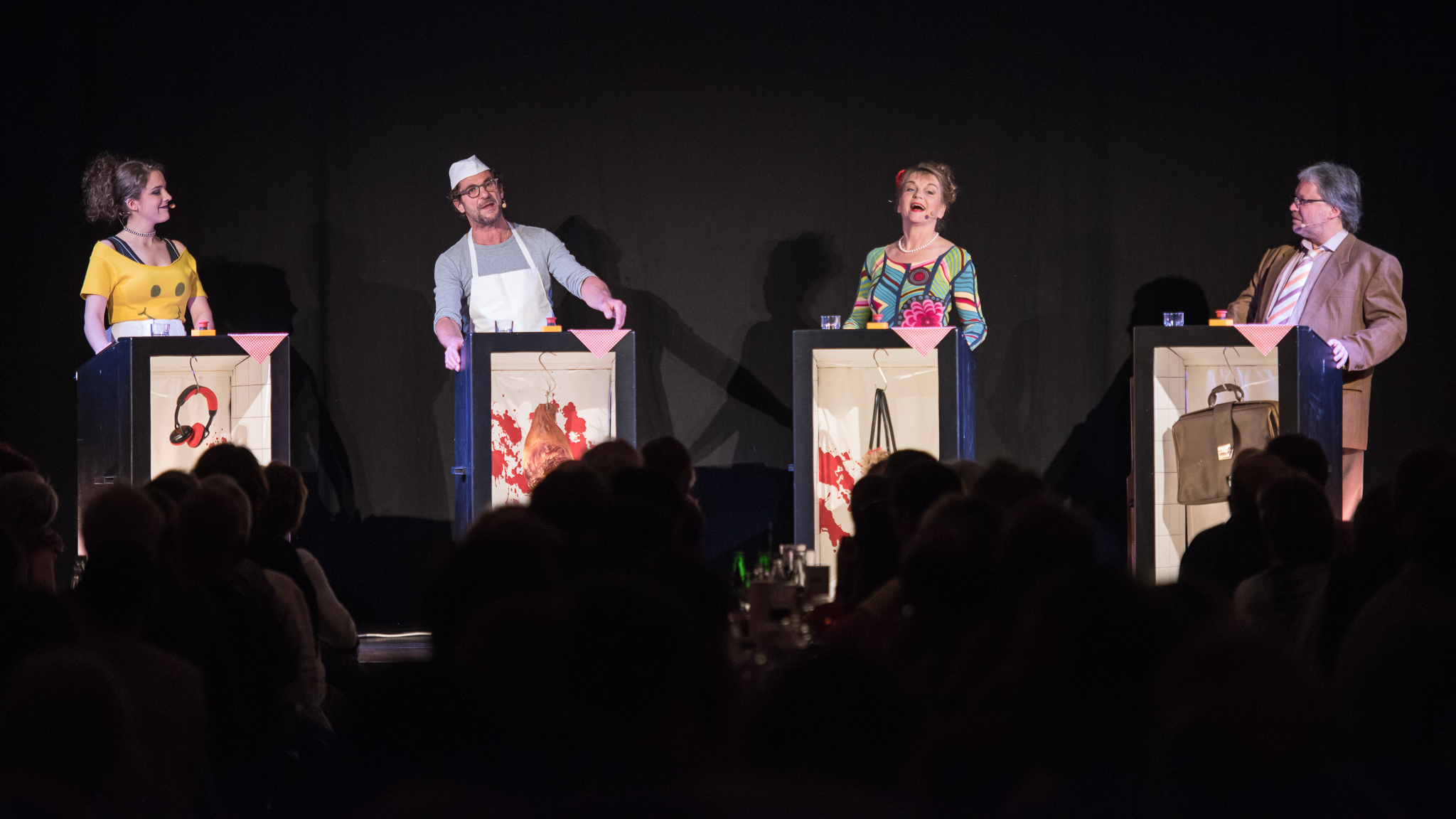
Live-Auftritt in Nürnberg (2017)

Metzgerei Boggnsagg ist eine von 1997 bis 1999 und seit 2011 wieder auf Antenne Bayern gesendete Rundfunk-Satire des fränkischen Kabarettisten und Autors Bernd Regenauer in ostfränkischer Mundart.
Die gesamte Handlung der Serie spielt sich in der Metzgerei des Ehepaares Boggnsagg im Nürnberger Stadtteil Schweinau ab. Verschiedene Stammkunden treten wiederkehrend in den einzelnen, etwa zwei bis drei Minuten dauernden Folgen auf. Die Handlung der einzelnen Episoden reicht von witzigen Gesprächen über aktuelle Diskussionen, bis zu Wortspielen und satirischen Anspielungen auf Regionales. Die auftretenden Charaktere sind überspitzt gezeichnete Repräsentanten verschiedener gesellschaftlicher Milieus. Der Satz: „Wou issn is Hirn?“ ist in jeder Episode wiederkehrend. Früher klingelte in jeder Folge die Türglocke, und eine einmal als „Herr Metz“ vorgestellte Stimme fragte nach absurden Sachen, wie etwa: „Ham Sie italienische Küchenschaben mit Fachabitur?“ „Naa, hommer nedd.“ „Na hädd ja sei könner, dann adee“. „Metzgerei Boggnsagg“ hat in Bayern, insbesondere in Franken, Kultstatus. Mehrere Jahre wurde die Serie bei Radio Gong Nürnberg fortgesetzt und kehrte 2011 wieder zu Antenne Bayern zurück. In dieser neuen Fassung besteht das Personal aus dem Metzger Boggnsagg und seinem Lehrmädchen Schalodde sowie den Stammkunden Frau Taubertal und Herr Nüsterlitz.
Anlässlich des 20-jährigen Jubiläums der Metzgerei Boggnsagg wird ab Februar 2017 eine spezielle Live-Lesung mit den aktuellen Original-Sprechern an einigen Terminen auf fränkischen Kleinkunstbühnen gespielt.

## Charaktere
- Herta und Schorsch Boggnsagg – Metzgerehepaar
- Herr Gimpel – Proll und Autoliebhaber, Sexist
- Frau Hansaplast-Gutensohn – Arztfrau, bessere Dame
- Herr Hansen – Theaterschauspieler, theatralisches Wesen
- Herr Beifuß – Verwaltungsbeamter, konservativ, ordnungsliebend
- Fräulein Melanie Badscher, später Frau Voll-Badscher – Hausfrau und fränkisches Tratschweib
- Valerie Dupont – Inhaberin einer Modelagentur
- Herr „Mehmed“, türkischer Angestellter eines Elektronikfachmarkts „Jupiterhansa“, ständig mit dem patriotischen Herrn Beifuß im Streit
- in der neuesten Fassung:
- Schorsch Boggnsagg – Metzger
- Schalodde – Auszubildende
- Frau Taubertal – Stammkundin, umtriebig, trendig-alternativ, redselig
- Herr Nüsterlitz – Stammkunde, Amtsrat, konservativ, ordnungsliebend

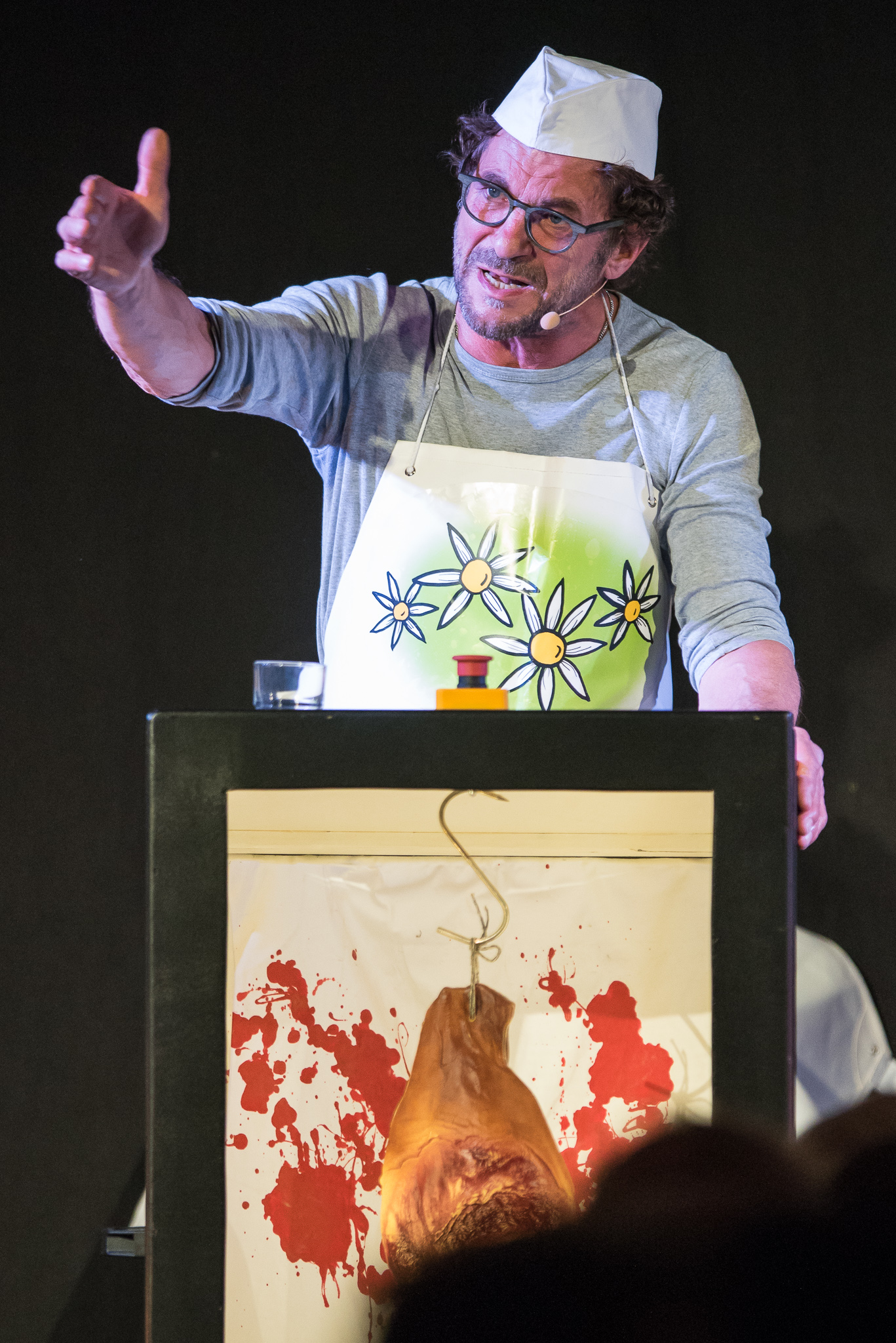
Bernd Regenauer als Schorsch Boggnsagg
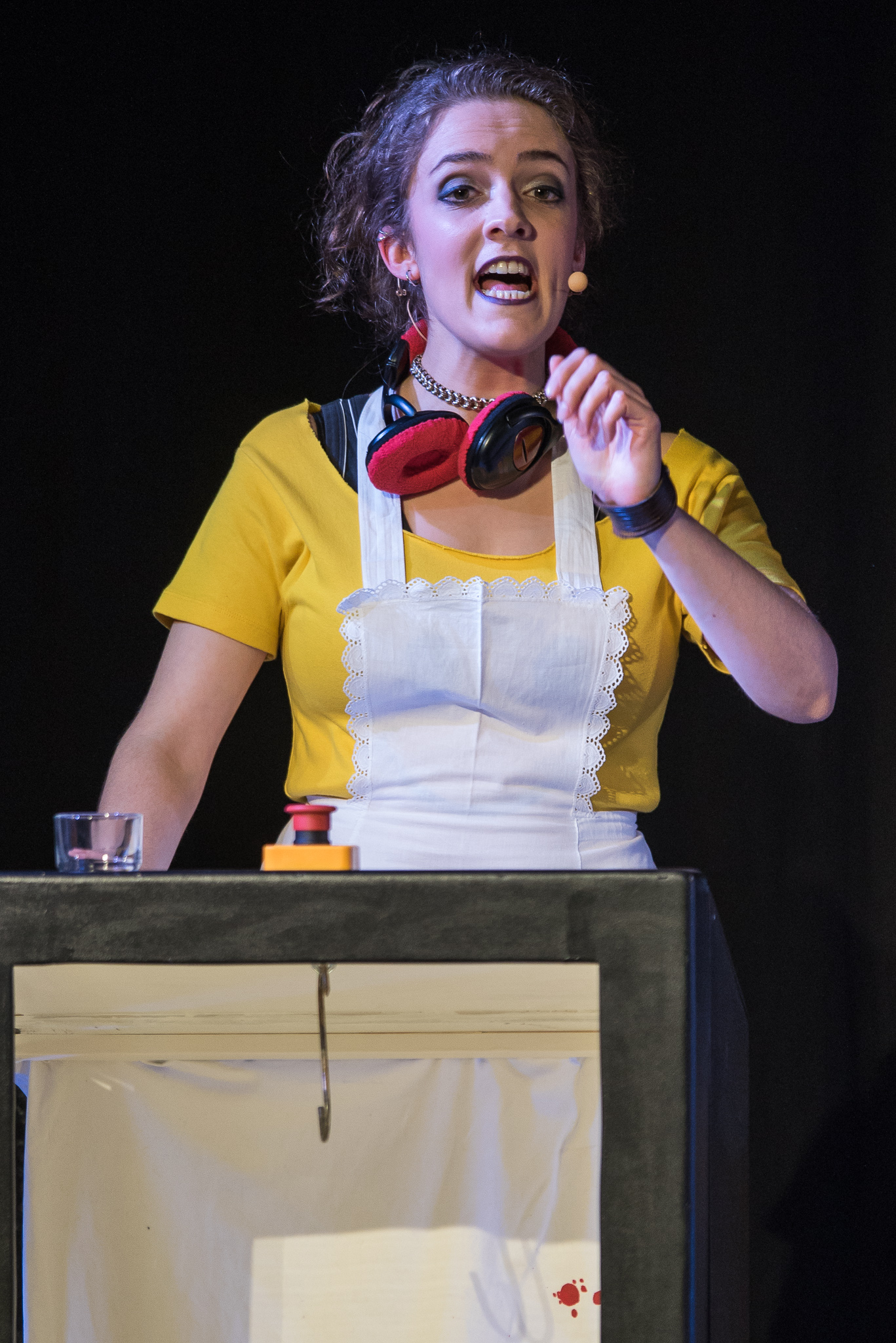
Antonia Streitenberger als Azubine Schalodde
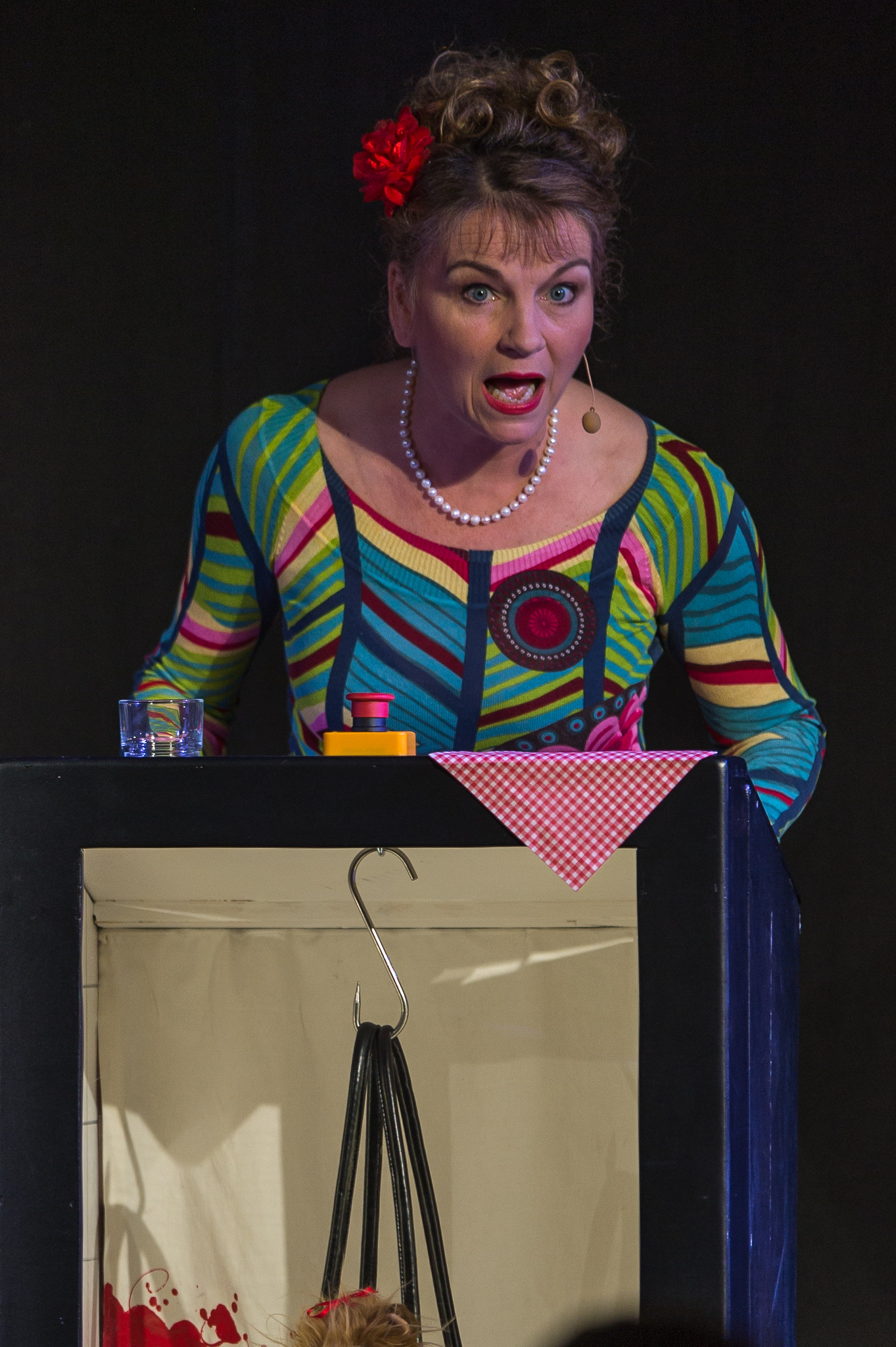
Julia Kempken als Clarissa Taubertal
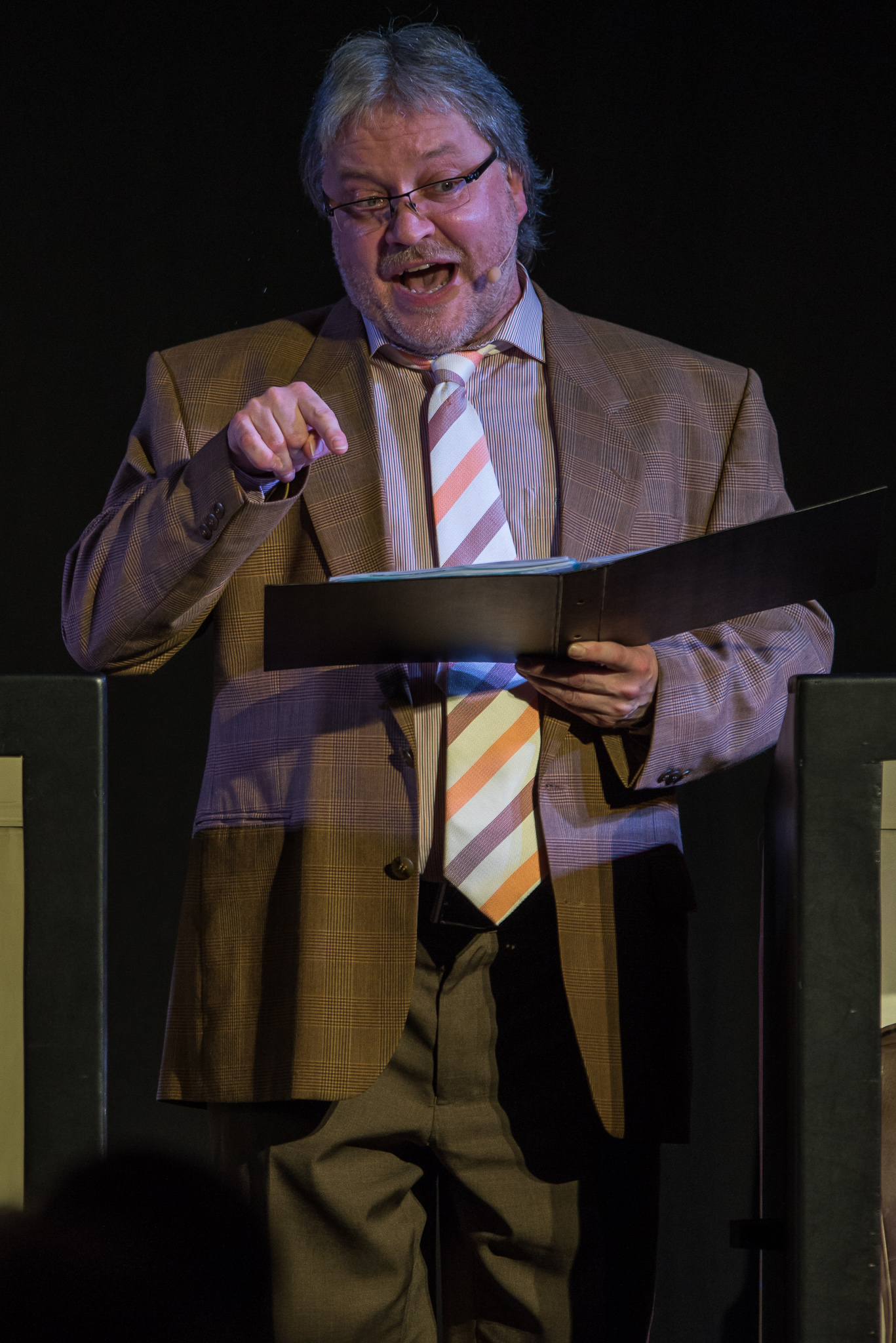
Uwe G. Ebert als Amtsrat Nüsterlitz

## Zusätzlich sind erschienen
Hörspiel-CDs:
- Metzgerei Boggnsagg: Häbbi Sülzn, CD 1997
- Metzgerei Boggnsagg: Wou issn is Hirn? CD 1998
- Metzgerei Boggnsagg: Dodahl brudahl, CD 1999
- Metzgerei Boggnsagg Live, CD 2000

Bücher:
- Metzgerei Boggnsagg Comic 1, 1999
- Metzgerei Boggnsagg Comic 2, 1999
- Metzgerei Boggnsagg Comic 3, 1999
- „Das Metzgerei-Boggnsagg-Kochbuch, Antivegetarisch schlemmen“, 2000

Theaterstück:
- „Metzgerei Boggnsagg“, 2000
- „Metzgerei Boggnsagg – Hirn reloaded“, 2011 im Stadttheater Fürth[1]

## Trivia
Der Spiegel bezeichnete „Metzgerei Boggnsagg“ als „Juwel unter den deutschen Comedyserien“. Aufgrund der großen Beliebtheit der Serie sind heute noch Autos mit dem Antenne Bayern Aufkleber „Wou issn is Hirn“ unterwegs.